# Марина Раскова
Марина Михајловна Раскова, рођена Малинина (рус. Марина Михайловна Раскова, рођена Малинина; Москва, 28. март 1912 — Саратовска област, 4. јануар 1943), совјетски пилот-навигатор, учесница Великог отаџбинског рата и једна од три жене које су 1938. године прве проглашене за Хероје Совјетског Савеза.

## Биографија
Рођена је 28. марта 1912. у Москви. Њен отац Александар Малинин је био оперски певач, али је рано преминуо октобра 1919. године. Мајка Ана је радила као наставница у средњој школи. Марина је одрасла с мајком и братом Романом. Након завршене основне и средње школе студирала је на Московском конзерваторијуму. Потом је радиила као приправник у лабораторији једне фабрике. Априла 1929. године се удала за инжењера Срегеја Раскова, па све до октобра 1931. године није радила због рођења ћерке Тање.
Од 1932. године је радила у аеронавигационој лабораторији Војноваздухопловне академије „Жуковски”. Године 1934. је дипломирала на Лењинградском институту инжењера цивилних ваздушних флота и постала је навигатор, а 1935. године је завршила школу пилота Централног аероклуба. Потом је наставила рад на Војновазухопловној академији на положају инструктора-пилота. Током 1937. године као навигатор је авионом АИР-12 учествовала у успостављању светске евиденције аеродрома, а током 1938. године на успостављању два светска рекорда у летењу на даљину авионом МП-1.
Септембра 1938. године је заједно са Валентином Гризодубовом, која је била вођа лета и Полином Осипенко, копилотом, била укључена у посаду која је на авиону АНТ-37, од 24. до 25. септембра 1938. године, извршила непрекидни лет од Москве до Комсомољска на Амуру (Далеки исток). Оне су тада поставиле међународни рекорд у женском летењу од 26 сати и 29 минута, прелетевши растојање од 6.450 km. Приликом принудног слетања авона током овог лета Марина Раскова је десет дана провела у тајги, након чега је спасена. За изражени хероизам, током извршења овог подвига, одлуком Централног извршног комитета СССР 2. новембра 1938. године, заједно с Валентином Гризодубовом и Полином Осипенко добила је почасно звање Хероја Совјетског Савеза и одликована је Орденом Лењина. Када је годину дана касније уведена почасна медаља Златна звезда, која је представљала знак распознавања хероја Совјетског Савеза, Марини је уручена медаља број 106, па се она сматра трећом женом која је проглашена за хероја Совјетског Савеза (Валентина је тада добила Медаљу број 104, а Полина је у међувремну страдала па није добила Медаљу).
Након успешног лета на Далеки исток Марина је била примљена у Црвену армију. Пре тога, још фебруара 1937. године постала је припадник Народног комесаријата унутрашњих послова (НКВД). Била је најпре консултант, а потом од фебруара 1939. комесар посебног дела Главне управе државне безбедности. Од фебруара до марта 1941. године била је Трећем одељењу НКВД као виши поручник државне безбедности. Такође, од 1938. године је радила у Управи међународног ваздушног саобраћаја СССР у Москви. У чланство Свесавезне комунистичке партије (бољшевика) примљена је 1940. године.
Након избијања Великог отаџбинског рата Марина је искористила свој положај и контакте са Јосифом Стаљином у циљу добијања дозволе за формирање женских борбених јединица. То је било подржано од стране хиљада совјетских жена који су желели да оду на фронт и боре се против фашистичких окупатора. Крајем октобра 1941. уз одобрење Врховне команде и уз подршку Централног комитета Свесавезног лењинског комунистичког савеза младих (ВЛКСМ) у граду Енгелс је формирала авиогрупу од три женска авиопука — 586. јуришни са авионима Јак-1, 587. бомбардерски са авионима Пе-2 и 588. ноћни бомбардерски на авионима По-2. Марина је касније преузела дужност командира 587. бомбардерског авиопука. Касније током рата овај пук је због својих заслуга добио статуст гардијског и био преименован у 125. гардијски извиђачи и бомбардерски авиопук „Марина Раскова”. Такође овај авиопук је био одликован Орденом Суворова и Орденом Кутузова.
Два ескадриле из њеног 125. гардијског авиопука су учествовале у Стаљинградској битци, од половине 1942. до почетка 1943. године. Марина Раскова је страдала 4. јануара 1943. године у авионској несрећи, када је по веома тешким временским условима летела на челу Треће ескадриле свога пука. Њен авиона је пао у Саратовској области у близини града Саратова. Након погибије њени посмртни остаци су кремирани, а урна је с највишим војним почастима сахрањена у Кремаљској некрополи на Црвеном тргу у Москви.
Марина Раскова је била добитница неколико признања и одликовања Совјетског Савеза. Имала је почасно звање хероја Совјетског Савеза, које је добила 2. новембра 1938. године и била трећа жена проглашена за хероја СССР. Приликом добијања овог звања, аутоматски је добила и Орден Лењина, а нешто раније исте године је такође била одликована Орденом Лењина. Септембра 1944. године постхумно је одликована Орденом Отаџбинског рата првог степена.